# Regional de Ciència Associació Internacional
Regional de Ciència Associació Internacional (anglès: Regional Science Association International, RSAI) és una organització internacional associació de la ciència regional. L'organització va ser fundada el 1954 com una comunitat internacional d'estudiosos interessats en els impactes regionals dels processos nacionals o globals del canvi econòmic i social. ubicat a la Universitat de Açores, Açores, Portugal. l'organització està per sota de centre de 22 organitzacions regionals a tot el món.